# 烏拉爾洋

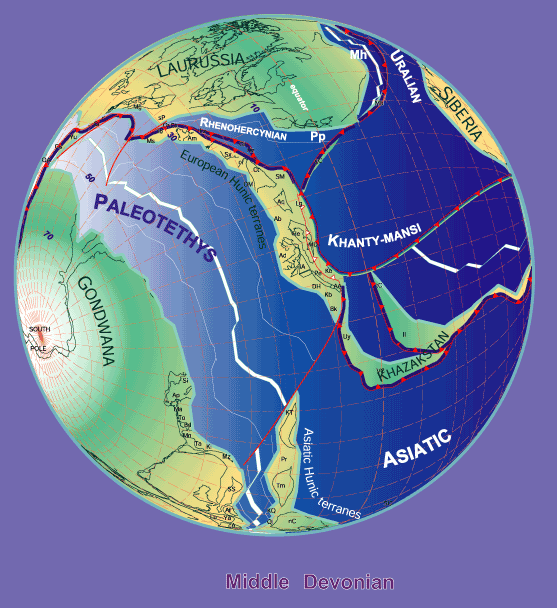
3.8亿年前的乌拉尔洋，位于劳俄大陆（上）与西伯利亚大陆（右上）之间

烏拉爾洋（Ural Ocean）是個小型史前海洋，位於波羅的大陸與西伯利亞大陸之間。
在晚奧陶紀時期，一個名為薩克馬爾島弧的島弧，從西伯利亞大陸分裂出來，與波羅地大陸碰撞、接合，導致漢特洋（Khanty Ocean）的閉合，而烏拉爾洋開始出現。
在泥盆紀時期，西伯利亞大陸與哈薩克大陸開始往波羅地大陸移動，烏拉爾洋開始縮小。
在泥盆紀末期到石炭紀早期（密西西比紀），烏拉爾洋縮小成為一個海道。西伯利亞大陸、哈薩克大陸、波羅地大陸互相碰撞、接合，形成烏拉山脈，烏拉爾洋消失。